# Scottish Division One 1905/1906
Šestnáctý ročník Scottish Division One (1. skotské fotbalové ligy) se konal od 19. srpna 1905 do 12. května 1906.
Zúčastnilo se již nově 16 klubů a vyhrál ji pošesté ve své historii a obhájce minulého ročníku Celtic FC. Nejlepším střelcem se stal již pošesté v kariéře hráč Celticu Jimmy Quinn, který vstřelil 20 branek.